# Irokesenschnitt

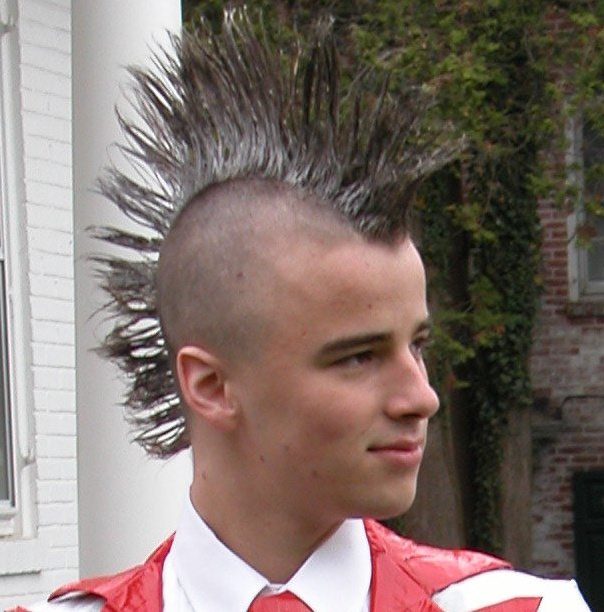
Mann mit Irokesenschnitt

Der Irokesenschnitt (auch kurz „Iro“) ist eine Frisur, bei der die Haare an den Seiten des Kopfes abrasiert werden, sodass nur noch in der Mitte des Kopfes von der Stirn bis in den Nacken ein Streifen Haare stehen bleibt. Diese Haare werden mit künstlichen Mitteln senkrecht nach oben gearbeitet.

## Geschichte

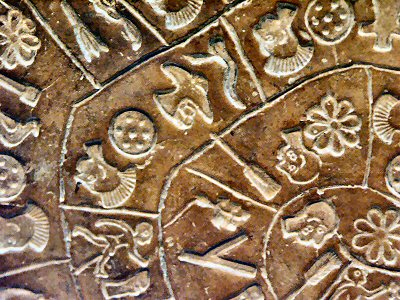
Tonscheibe Diskos von Phaistos, Detail mit Männerköpfen

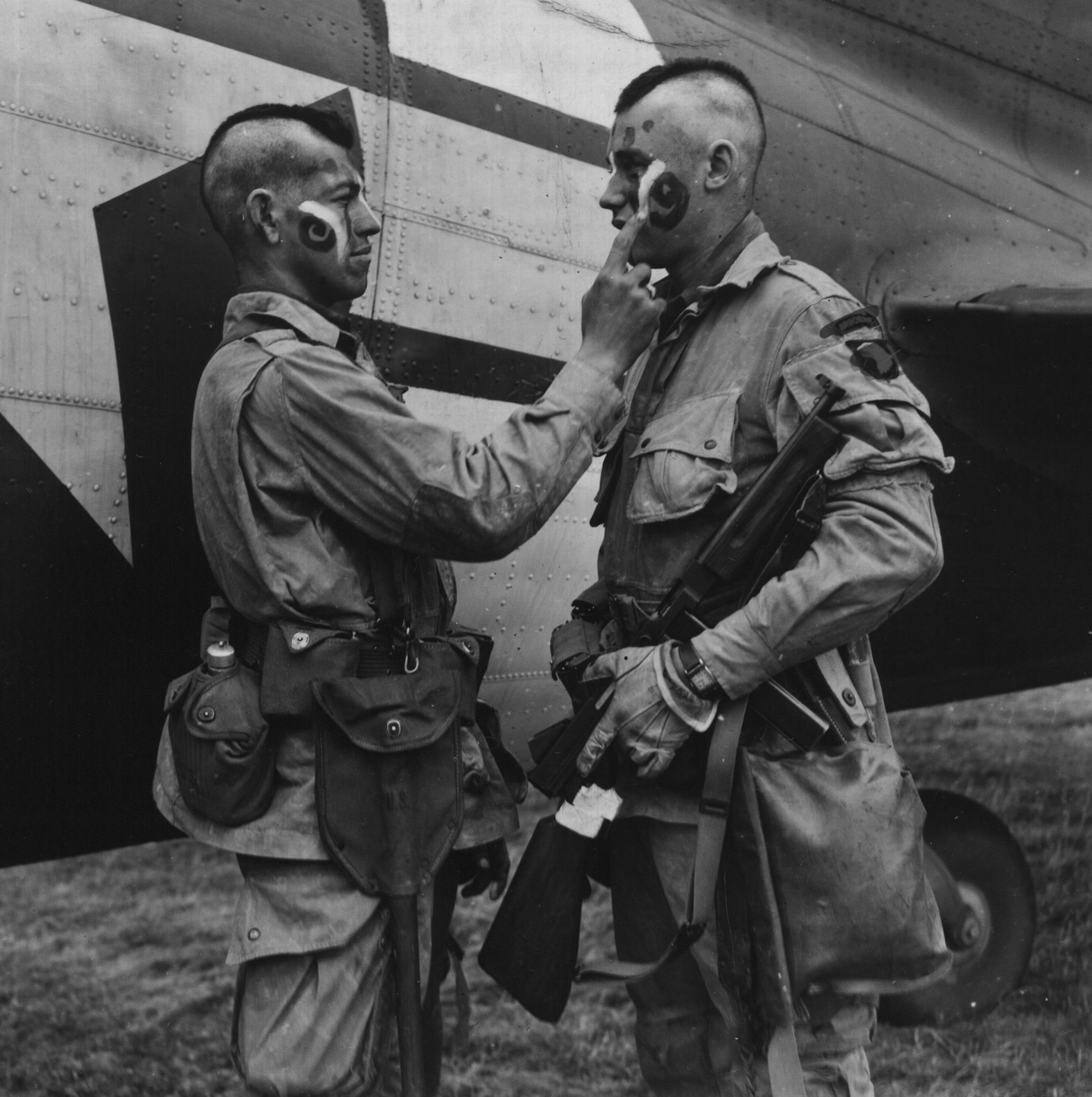
US-Fallschirmjäger mit der Frisur und dazugehöriger Kriegsbemalung (1944)

Die älteste Abbildung eines Irokesenschnittes könnte sich auf dem Diskos von Phaistos befinden. Die bedruckte Tonscheibe wurde auf ein Alter von 3500 Jahren datiert, allerdings ist nicht ganz geklärt, ob es sich bei den Abbildungen der Männerköpfe auch um eine Frühform eines Helmschmuckes handeln könnte. Der griechische Historiker und Geograph Herodot berichtet im 5. Jahrhundert v. Chr., dass die Maken, Küstenbewohner im Westen des heutigen Libyens, ihre Haare zu einem Kamm in der Mitte schnitten und nur dort wachsen ließen, während sie sich an den Seiten die Kopfhaut kahl schoren. Weitere Spuren eines Irokesenschnittes wurden beim Clonycavan-Mann gefunden (etwa zwischen 392 und 201 v. Chr.), der sich eine Mischung aus Ölen und Pinien-Harzen aus Spanien oder Frankreich als eine Art Haargel in die Haare rieb, vermutlich um größer zu erscheinen. Dies behaupten zumindest Wissenschaftler, die die Moorleiche untersuchen, die im Jahr 2003 in der Nähe von Dublin gefunden wurde.
Beim griechischen Hopliten und dem späteren römischen Centurio wurden teilweise Helme eingesetzt, die mit Büschen versehen waren, die ebenfalls dem heutigen Irokesenschnitt ähneln.

### Indianerkultur
Allgemein bekannt und populär wurde der Irokesenschnitt durch die Krieger der Indianerstämme, die um den Huronsee siedelten. Als Erfinder dieser Frisur gelten die Wyandot. Allerdings wurde die Frisur auch von den Mohawk getragen, deren Zugehörigkeit zum Bund der Irokesen für die Namensgebung verantwortlich war. Im englischen Sprachraum wird die Bezeichnung Mohawk haircut oder kurz Mohawk verwendet.

### Zweiter Weltkrieg
Im Zweiten Weltkrieg wurde der Irokesenschnitt von Angehörigen der 101. US-Luftlandedivision der US-Armee, den so genannten Filthy 13 um den halbindianischen Fallschirmjäger Jake McNiece aus Oklahoma, getragen. Seit dem Zweiten Weltkrieg wurde der Irokesenschnitt auch von US-Soldaten anderer Einheiten in späteren Kriegen als Frisur gewählt.

## Punk, Gothic und Alternative-Szene

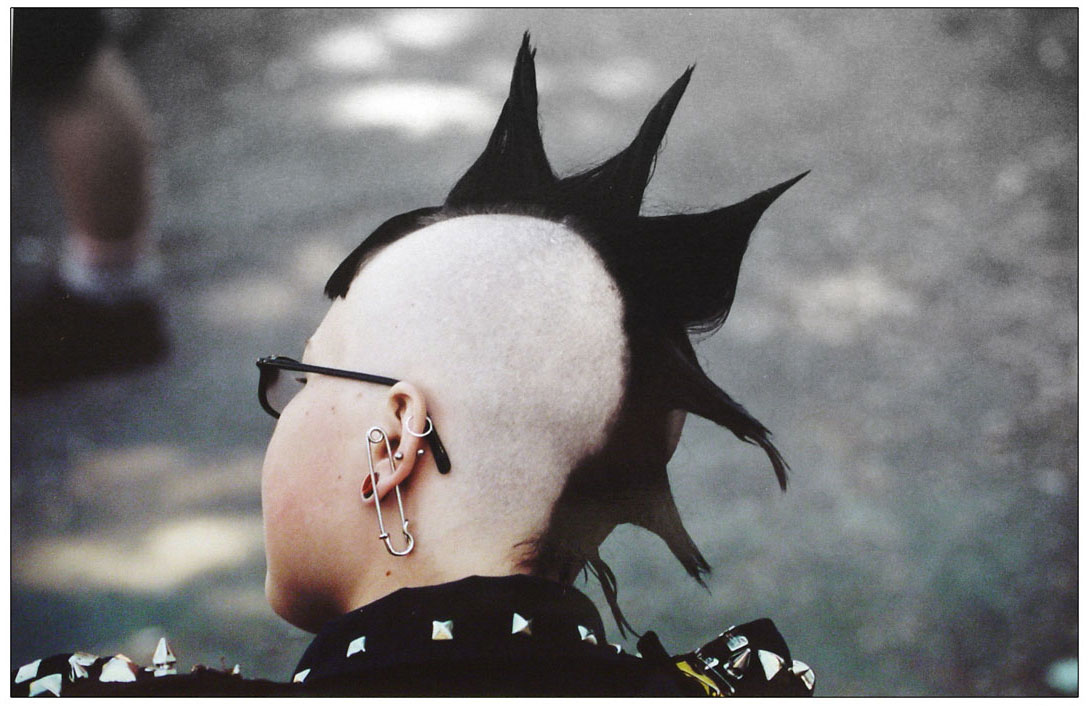
Punk mit Iro-Spikes

Heute ist der Irokesenschnitt vor allem bei Punks, Goths und den Angehörigen der Alternativen-Szene beliebt. In diesen Subkulturen werden die übriggebliebenen Haare in der Regel ein- oder mehrfarbig gefärbt und/oder aufgestellt. Früher verwendete man meistens Zuckerguss, Autolack oder ein Gemisch aus Haargel und Tapetenkleister. Da diese Substanzen das Haar sehr stark schädigen, wurden sie später durch die allgemeine Verfügbarkeit von starken Haarsprays, Haarwachs und Haarlack verdrängt.
Beliebte Versionen des Irokesenschnitts sind innerhalb der Punk-Szene die Iro-Spikes, bei denen die Haare in Form von Stacheln aufgestellt werden, sowie der Doppel-Iro, bei dem zwei parallele Haarstreifen auf dem Kopf stehen bleiben, und manchmal auch drei oder noch mehr Haarstreifen. Bei Gothpunks und heutigen Death-Rockern ist der Irokesenschnitt oftmals toupiert (sog. death hawk oder auch goth hawk). In der Alternativen-Szene sind überdies Iros aus Dreadlocks beliebt.

## Varianten

### Die Beckham-Welle
Seit Ende der 1990er Jahre gewinnt in der Mode zunehmend die Beckham-Welle (engl. fauxhawk) an Bedeutung. Die Beckham-Welle wurde nach dem Fußballspieler David Beckham benannt. Im Gegensatz zum Irokesenschnitt werden hierbei die Haare an der Seite des Kopfes nicht rasiert. Sie sind allerdings etwas kürzer als in der Mitte. Um den gewünschten Effekt zu verstärken, werden die mittleren Haare oft leicht aufgestellt und mit einer Kontrastfarbe versehen. Durch die Beckham-Welle wurde auch der Irokesenschnitt über die Grenzen der Subkulturen hinaus beliebter.

### Intimrasur

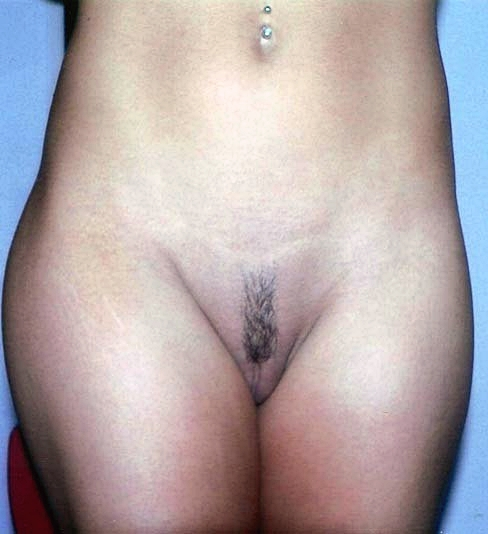
Intimrasur „Iro“ bzw. „Landing Strip“

Der „Iro“ bzw. „Landing Strip“ (von englisch „Landebahn“) bezeichnet umgangssprachlich auch eine bestimmte Form der Intimrasur beziehungsweise des Brazilian Waxing, bei der das Schamhaar bis auf einen mittigen Streifen rasiert wird.

## Rezeption
Im Spielfilm Taxi Driver aus dem Jahr 1976 rasiert sich die Hauptfigur Travis Bickle, gespielt von Robert De Niro, einen Irokesenschnitt, während er den Anschlag auf einen Senator plant. Auf die Idee zu dieser Frisur wurde der Regisseur Martin Scorsese von dem Vietnam-Veteran Victor Magnotta gebracht. Dieser hatte während seines Kriegseinsatzes den Irokesenschnitt bei US-Soldaten gesehen.
Neben Taxi Driver gibt es auch andere Filme, in denen der Irokesenschnitt auftaucht. So fällt Mr. T in dem Film Rocky III – Das Auge des Tigers und in der Fernsehserie Das A-Team durch diese Frisur auf.
In der Spielshow Vier gegen Willi erhielt ein Gast diese Haartracht.
Auch Željko Mavrović, der ehemalige Schwergewichts-Europameister im Boxen, versuchte, seine Gegner im Ring mit einem Irokesenschnitt einzuschüchtern.
In der Serie Glee trug Noah „Puck“ Puckerman (dargestellt von Mark Salling) einen Irokesenschnitt als Zeichen von Stärke, da er als „Bad Boy“ gilt.